# Etzer S. Emile
Etzer Emile, né le 1er septembre 1985 à Cavaillon, est un économiste haïtien, conférencier, professeur d'universités et auteur du best-seller « Haïti a choisi de devenir un pays pauvre : les vingt raisons qui le prouvent »,.

## Biographie

### Études
Etzer a fait des études de premier cycle à l'Université Quisqueya. Concomitamment, il a été aussi admis à l'Université d'Etat d'Haïti, notamment à la Faculté des Sciences Humaines, où il a suivi des cours de premier cycle en sociologie. À la suite de l'obtention de son diplôme en économie, il s'est vu octroyer une bourse d'excellence grâce à laquelle il est parti en Taiwan et est revenu en Haïti en 2012 avec un MBA en finances et banque,.
Dans la foulée, entre 2012 à 2016, Etzer Emile acquiert des connaissances en développement économique, entrepreneuriat, recherche de financement et renforcement des entreprises à travers des formations qu'il a suivies à Harvard Kennedy School, Oklahoma State University, en Belgique, au Mexique, au Guatemala et à Taiwan.

### Carrière professionnelle
Depuis 2015, il coordonne le Département de Tourisme de l’Université Quisqueya ainsi que le Centre d’Entrepreneuriat et d’Innovation de celle-ci depuis 2012.
En termes d'initiatives personnelles,  il a fondé la firme de consultation « Haïti Efficace » et la fondation « Fondation Avenir » qu'il a inaugurées en décembre 2020. Son objectif, à travers ces initiatives, consiste à faire, dit-il, « la promotion de l’éducation financière et économique pour aider les entrepreneurs, les professionnels et les jeunes en Haïti. Grâce à notre contribution, les gens auront à leur disposition les outils nécessaires pour prendre des décisions financières éclairées, à gérer leur argent de manière responsable... Il s’agira aussi de leur permettre d’obtenir de meilleures opportunités financières et économiques ».

### Publications

#### Ouvrage
En 2017, il a publié son premier ouvrage : « Haïti a choisi de devenir un pays pauvre. Les vingt raisons qui le prouvent ». Plus de 25 000 exemplaires de cet ouvrage sont déjà vendus. 

### Engagement social
Etzer Emile anime une émission d’éducation financière qui est diffusée sur la Radio télévision Caraïbe et sur les réseaux sociaux : “Éducation Économique”. 
Depuis quelques années, il offre de nombreuses conférences et des séminaires sur l’éducation citoyenne dans les 10 départements du pays et dans la diaspora avec pour cibles : les écoles, les universités, les églises et les associations locales,. 

### Récompenses
- 2017 : Il est distingué par Ticket Magazine du nombre des 20 jeunes qui ont marqué l'année en Haïti[13].
- 2018 : L’organisation Stop Accidents le distingue comme modèle à suivre dans la lutte contre les accidents de la route en Haïti[14].
- 2019 : Lauréat du Prix YoPro 2019 pour l'impact positif de ses réalisations sur la société haïtienne[15].
- 2019 : Il figure parmi les 12 personnalités de l'année, suivant le classement de Le Nouvelliste, la doyenne de la presse haïtienne[16].